# Phasidia contraria
Phasidia contraria là một loài bướm đêm trong họ Noctuidae.